# Lee Eui-jin
Lee Eui-jin (* 26. Oktober 2001 in Pyeongchang) ist eine südkoreanische Skilangläuferin.

## Werdegang
Lee startete im Dezember 2017 in Pyeongchang erstmals im Skilanglauf-Far-East-Cup. Dabei belegte sie den 52. Platz über 5 km Freistil und den 39. Rang über 5 km klassisch. Bei den Junioren-Skiweltmeisterschaften 2019 in Vuokatti errang sie den 68. Platz im Sprint und den 62. Platz über 5 km Freistil. Ihr Debüt im Weltcup hatte sie zu Beginn der Saison 2019/20 in Ruka, welches sie auf dem 91. Platz im Sprint und auf dem 84. Rang über 10 km Freistil beendete. Im weiteren Saisonverlauf kam sie im Far-East-Cup dreimal auf den zweiten und einmal auf den dritten Rang und erreichte damit den zweiten Platz in der Gesamtwertung. In der folgenden Saison errang sie mit je einen zweiten und dritten Platz erneut den zweiten Platz in der Gesamtwertung.  Beim Saisonhöhepunkt, den Nordischen Skiweltmeisterschaften 2021 in Oberstdorf, lief sie auf den 72. Platz über 10 km Freistil, auf den 70. Rang im Sprint und auf den 43. Platz im 30-km-Massenstartrennen. Zudem errang sie dort zusammen mit Han Da-som den 22. Platz im Teamsprint. In der Saison 2021/22 gewann sie mit je zwei ersten und zweiten Plätzen die Gesamtwertung des Far-East-Cups. Zudem wurde sie im Januar 2022 südkoreanische Meisterin im Sprint und über 5 km klassisch. Bei den Olympischen Winterspielen 2022 in Peking belegte sie den 77. Platz im Sprint, den 72. Rang über 10 km klassisch sowie den 22. Platz zusammen mit Han Da-som im Teamsprint.

## Siege bei Continental-Cup-Rennen
| Nr. | Datum             | Ort         | Disziplin      | Serie        |
| --- | ----------------- | ----------- | -------------- | ------------ |
| 1.  | 26. Dezember 2021 | Pyeongchang | 5 km klassisch | Far-East-Cup |
| 2.  | 18. Januar 2022   | Pyeongchang | 5 km klassisch | Far-East-Cup |
| 3   | 3. Februar 2023   | Pyeongchang | 5 km klassisch | Far-East-Cup |
| 4.  | 4. Februar 2023   | Pyeongchang | 5 km Freistil  | Far-East-Cup |
| 5.  | 4. Februar 2024   | Shiramine   | 10 km Freistil | Far-East-Cup |
| 6   | 24. Januar 2025   | Pyeongchang | 5 km klassisch | Far-East-Cup |

## Teilnahmen an Weltmeisterschaften und Olympischen Winterspielen

### Olympische Spiele
- 2022 Peking: 22. Platz Teamsprint klassisch, 72. Platz 10 km klassisch, 77. Platz Sprint Freistil

### Nordische Skiweltmeisterschaften
- 2021 Oberstdorf: 22. Platz Teamsprint Freistil, 43. Platz 30 km klassisch Massenstart, 70. Platz Sprint klassisch, 72. Platz 10 km Freistil
- 2025 Trondheim: 17. Platz Teamsprint klassisch, 54. Platz 10 km klassisch, 72. Platz Sprint Freistil